# توشوویتسه
توشوویتسه (به چکی: Tušovice) یک منطقهٔ مسکونی در جمهوری چک است که در شهرستان پرژیبرام واقع شده‌است.